# Nomadic (navire de 1891)
Le Nomadic est un cargo transporteur de bétail mis en service par la White Star Line en 1891. Construit par les chantiers Harland & Wolff de Belfast avec son jumeau, le Tauric, il fait suite au succès du Cufic et du Runic qui pousse la compagnie à poursuivre son engagement dans le transport de bétail depuis les États-Unis. Lors de ses voyages au départ de Liverpool, le Nomadic transporte donc des marchandises, puis, depuis New York, il ramène en Angleterre de nombreuses bêtes.
En 1899, après une carrière commerciale sans incident majeur, il est le premier navire de la compagnie réquisitionné dans le cadre de la seconde guerre des Boers. Durant près de deux ans, il est chargé de transporter des soldats et chevaux en Afrique du Sud. Après un bref retour en service commercial, le navire et son jumeau sont transférés en 1903 à la Dominion Line qui fournit en échange plusieurs paquebots récents. Dès l'année suivante, le Nomadic est renommé Cornishman et dessert désormais pour sa nouvelle compagnie les ports canadiens ainsi que Boston. En 1921, enfin, il est transféré à la Leyland Line qui en fait le même usage. Il est finalement démoli en 1926.

## Histoire

### Conception et construction
Au milieu des années 1880, la White Star Line abandonnant l'exploitation de voiliers afin de se concentrer sur les navires à vapeur, il lui est nécessaire de trouver de nouveaux secteurs d'activité. C'est finalement vers le transport de bétail en provenance des États-Unis qu'elle se tourne. Ce trafic est alors particulièrement juteux : en 1889, ce sont 450 000 animaux qui traversent ainsi l'Atlantique Nord. Cependant, la pratique est ancienne et remonte à 1874, lorsqu'un premier cargo, l'Europe, a débarqué en Angleterre 370 têtes de bétail.
La White Star fait donc son entrée dans ce commerce en 1888 avec l'entrée en service du Cufic, suivi dès l'année suivante par le Runic. La compagnie se fixe alors un objectif : transporter à bord de ces navires des marchandises jusqu'en Amérique, et ramener du bétail lors du voyage du retour, dans les meilleures conditions possibles. Il n'est en effet pas rare sur les navires contemporains que les bêtes périssent à cause des conditions de voyage et des maltraitances, causant une perte financière au propriétaire. La White Star demande donc expressément aux capitaines de veiller à la bonne santé des animaux.
Les deux navires se révèlent profitables, et la compagnie envisage rapidement d'en construire d'autres, plus imposants et sophistiqués. Un premier duo de navires est commandé pour 1891 : ce sont le Nomadic et le Tauric. Deux autres, le Naronic et le Bovic, doivent les suivre dès 1892. Mis en cale dans les chantiers Harland & Wolff de Belfast, constructeurs attitrés des navires de la compagnie, le Nomadic est lancé le 11 février 1891. Deux mois plus tard, le 14 avril, il est prêt et livré à la White Star.

### Carrière

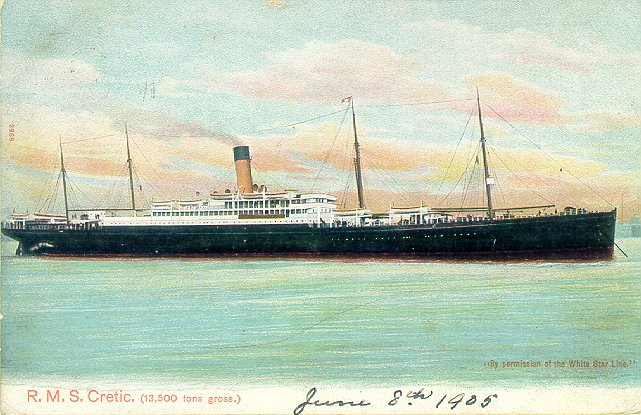
Le Cretic est l'un des navires de la Dominion Line obtenus par la White Star en échange du Nomadic et du Tauric.

Le 24 avril suivant, le Nomadic effectue sa traversée inaugurale entre Liverpool et New York. Durant les années qui suivent, il est chargé comme tous les autres transporteurs de bétail de la White Star Line de transporter des marchandises (et, éventuellement, des animaux, par exemple des chevaux de course ou des bêtes de cirque) de Liverpool à New York, puis de ramener de grandes quantités de bétail en Angleterre. Durant ses premières années de carrière, le navire connaît divers incidents : le 10 juillet 1891, après trois mois de service, il heurte son quai à Liverpool, endommageant sa poupe. L'année suivante, le 13 octobre 1892, il doit effectuer son voyage de retour en Angleterre à vitesse réduite, une de ses machines étant en panne. Surtout, le 12 juin 1897, il entre en collision avec le cargo Barnesmore, à Liverpool, l'endommageant sérieusement. Sa propre poupe sort abîmée de la collision, mais le Nomadic termine sa traversée malgré les dégâts.
En 1899, le Nomadic est le premier navire de la White Star réquisitionné dans le cadre de la seconde guerre des Boers quelques jours après le début des hostilités, durant le mois d'octobre. Sous la désignation de « Transport no 34 », il part de Londres à destination du Cap, transportant 563 chevaux et une soixantaine d'hommes. Quelques jours plus tard, il est rejoint dans cette mission par le Britannic. Au total, ce sont dix navires de la compagnie qui s'impliquent dans le conflit. Pour le Nomadic, ce service dure presque deux ans ; il reprend ensuite son service commercial.
En 1903, la White Star, fraîchement intégrée à l'International Mercantile Marine Co. (IMM), est impliquée dans une profonde réorganisation des flottes intégrées à ce trust. Les lignes de Boston et du Canada exploitées par des paquebots de la Dominion Line lui sont désormais dévolue, et elle reçoit quatre navires récents de la compagnie, qui deviennent le Romanic, le Cretic, le Republic et le Canopic. En échange, la White Star Line cède le Nomadic et le Tauric (ainsi que le Germanic, quelque temps après) comme maigre compensation. Le Nomadic reste affecté à la ligne de l'Atlantique Nord, mais cette fois-ci à des ports du nord des États-Unis et du Canada. Le 14 mars, alors qu'il se trouve à Portland, il est victime d'un incendie qui ne lui cause pas de dégâts durables mais détruit une partie de sa cargaison de coton.
Dès 1904, la compagnie renomme son navire Cornishman (dans le même temps, le Tauric devient le Welshman), et aucun détail n'est connu sur l'exploitation qu'elle en fait durant plus de quinze années, ni sur son éventuelle implication dans la Première Guerre mondiale. En 1921, les deux navires sont transférés à une autre compagnie de l'IMM, la Leyland Line, mais ne changent pas de nom ni de fonction. La Dominion Line est alors en voie de disparition, ses lignes et navires étant progressivement absorbées par ses compagnies sœurs. Devenu inutile après 35 ans de carrière, le Cornishman est vendu à des démolisseurs pour 12 500 livres, en mai 1926, puis démantelé dans les Cornouailles.

## Caractéristiques
Le Nomadic mesure 140,5 mètres sur 15 et jauge 5 749 tonneaux, ce qui en fait un navire nettement plus imposant que le Cufic et le Runic qui le précèdent de quelques années. Il est également légèrement plus imposant (d'une vingtaine de tonneaux) que son jumeau, le Tauric. Malgré cela, il est très rapidement dépassé, dès 1892, par le Naronic et le Bovic qui jaugent eux-mêmes près de mille tonneaux de plus que lui.
De façon générale, le Nomadic est un développement du concept établi par les chantiers Harland & Wolff en 1888 avec le Cufic. Le navire est fonctionnel, destiné à transporter un millier de bêtes. L'évolution principale concerne sa propulsion. Il dispose en effet de deux hélices, et non d'une seule comme ses prédécesseurs. C'est une avancée notable dans la mesure où le navire n'est plus à la merci d'une panne qui l'immobiliserait totalement (ceci explique également que ses quatre mâts ne disposent pas de voile). Les hélices sont alimentées par des machines à triple expansion, et propulsent le navire à une vitesse de 13 nœuds, le transport de bétail ne nécessite en effet pas de performances spectaculaires sur ce terrain.